# Łobżany

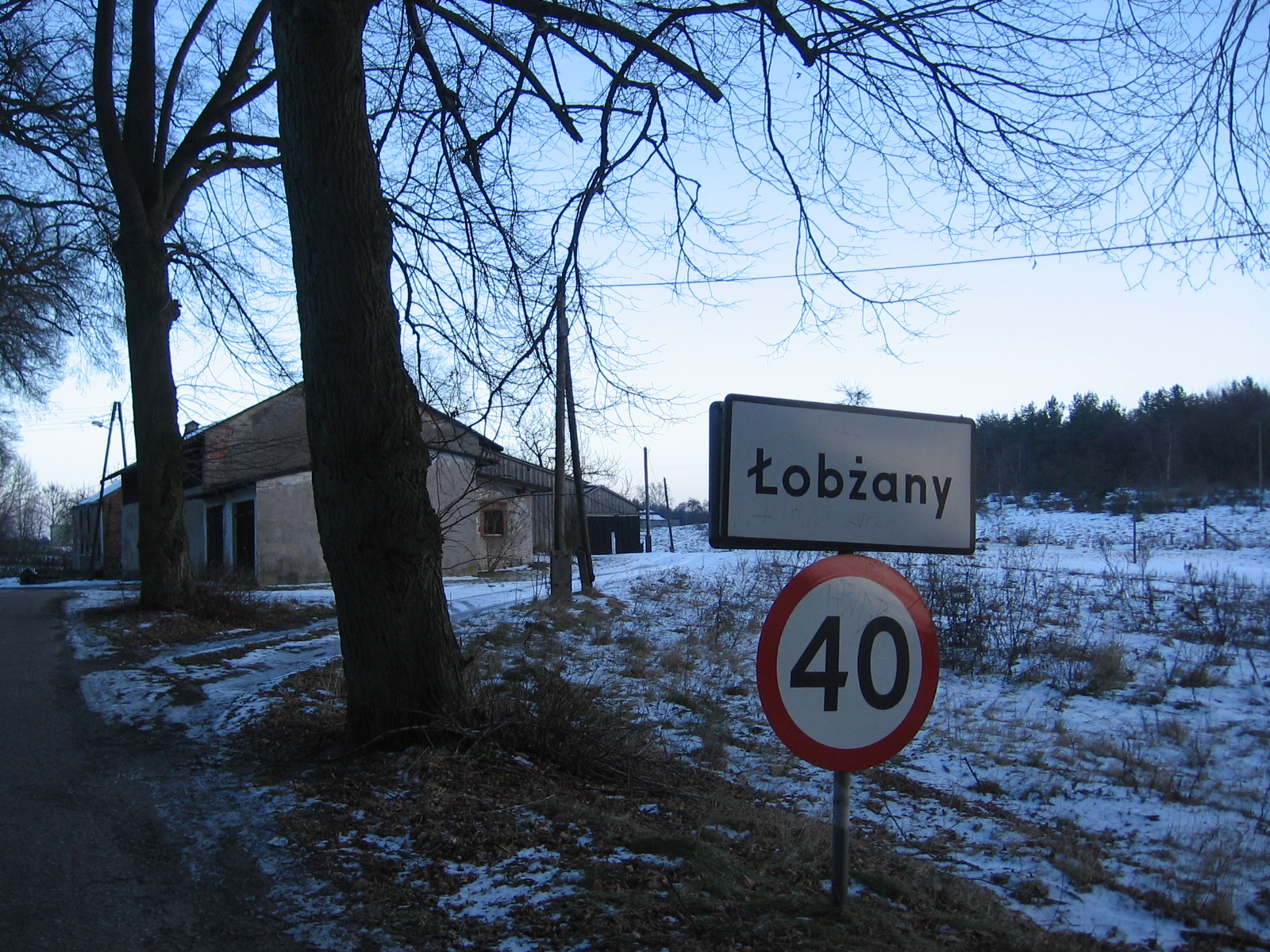
Letrero de entrada.

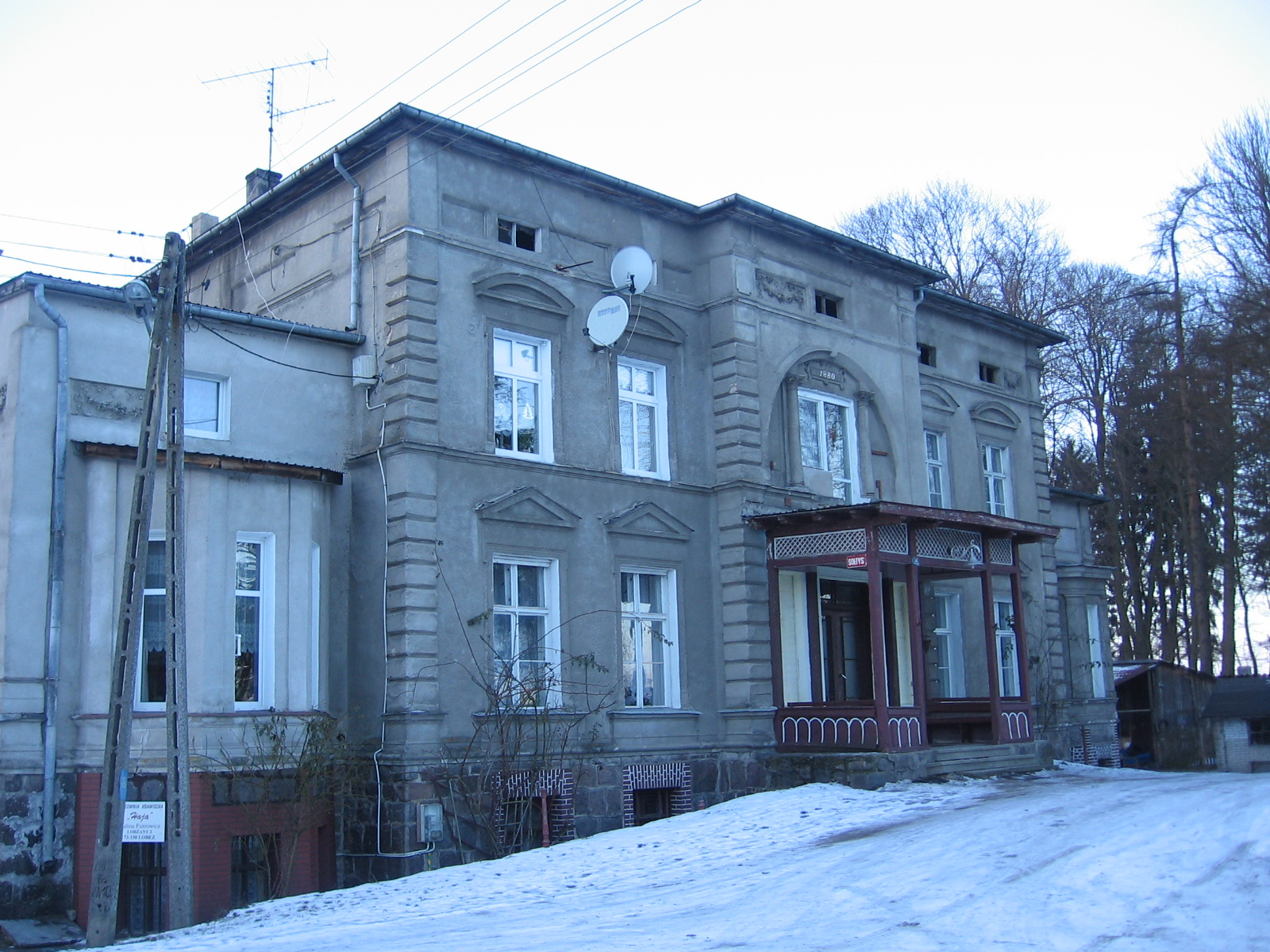
Casa de Łobżany.

Łobżany (pronunciación: [wɔbˈʐanɨ], alemán: Labes A und D, Labes Tivoli) es un pueblo en Polonia situado en el Voivodato de Pomerania Occidental, en el distrito de Łobez, en el municipio de Łobez. Entre 1975 y 1998 el pueblo perteneció al Voivodato de Szczecin.
El pueblo es el resultado de una fusión entre las dos fincas pertenecientes a la familia de los Borck. La génesis del nombre de la localidad indica que el pueblo estuvo históricamente estrechamente relacionado con Łobez.
En el pueblo hay una casa del año 1880 que tiene características de la arquitectura renacentista. Enfrente de ella crecen tejos que son monumentos naturales. La casa fue construida por Luis von Borcke. En las inmediaciones de la casa hay un parque con alerces altos.